# Магдалена Сибилла Саксонская
Магдалена Сибилла Саксонская (нем. Magdalena Sibylla von Sachsen; 23 декабря 1617, Дрезден — 6 января 1668, Альтенбург) — принцесса Саксонская, в замужестве кронпринцесса Датская и Норвежская, а также позднее герцогиня Саксен-Альтенбургская.

## Биография
Магдалена Сибилла — дочь курфюрста Саксонии Иоганна Георга I из альбертинской линии Веттинов и его второй супруги Магдалены Сибиллы Прусской. Могила Магдалены Сибиллы находится в княжеской усыпальнице в дворцовой церкви Альтенбурга.

## Наследники
В 1634 году в Копенгагене саксонская принцесса вышла замуж за наследного принца Дании Кристиана Датского и Норвежского. Тринадцатилетний брак остался бездетным. Кристиан умер в 44 года ещё при жизни отца и так и не стал королём.
Вторым браком Магдалена Сибилла вышла замуж в 1652 году за герцога Саксен-Альтенбурга Фридриха Вильгельма II. В браке родились:
- Кристиан (1654—1663), наследный принц Саксен-Альтенбургский
- Иоганна Магдалена (1656—1686), замужем за герцогом Саксен-Вейсенфельсским Иоганном Адольфом I (1649—1697)
- Фридрих Вильгельм III (1657—1672), последний представитель дома Саксен-Альтенбурга.